# دانه‌خوار شکربوته‌ای
دانه‌خوار شکرپاره (نام علمی: Serinus leucopterus) نام یک گونه از سرده سهره دمگاه‌زرد است.